# Durandeau
Durandeau ist ein Ort im Quarter (Distrikt) Anse-la-Raye im Westen des Inselstaates St. Lucia in der Karibik. 

## Geographie
Der Ort liegt am Oberlauf im Tal des Roseau River, zwischen Vanard (N), Sand de Feu (O), Dame De Traversay (SO), Caico/Millet (S) und Derriere Dos im Westen.
Beim Ort mündet die Durandeau Ravine in den Roseau.

## Klima
Nach dem Köppen-Geiger-System zeichnet sich Durandeau durch ein tropisches Klima mit der Kurzbezeichnung Af aus.